# Roger Stanier
Roger Yate Stanier (Victoria, 22 oktober 1916 – Parijs, 29 januari 1982) was een Canadees microbioloog die grote invloed heeft gehad op de ontwikkeling van de moderne microbiologie. Hij heeft veel bijgedragen aan de taxonomie van bacteriën (pseudomonas, cytofagen, cyanobacteriën). In 1981 kreeg hij de Leeuwenhoekmedaille voor zijn werk.
- Bibsys: 90100409
- Biblioteca Nacional de España: XX1151270
- Bibliothèque nationale de France: cb12348490m (data)
- Catàleg d'autoritats de noms i títols de Catalunya: 981058611225206706
- CiNii: DA00778655
- Gemeinsame Normdatei: 117724661
- International Standard Name Identifier: 0000 0001 1697 6794
- Library of Congress Control Number: n50023258
- Bibliotheek van het Japanse parlement: 00457453
- Nationale Bibliotheek van Tsjechië: mzk2015863451
- Nationale Bibliotheek van Israël: 987007292145405171
- Nederlandse Thesaurus van Auteursnamen: 071303391
- Réseau des bibliothèques de Suisse occidentale: 02-A003857910
- Istituto Centrale per il Catalogo Unico: CFIV080538
- SNAC: w68w72q5
- Système universitaire de documentation: 032459009
- Virtual International Authority File: 108535358
- WorldCat: E39PBJh8KVy4wqPYJXwHRVC4v3